# Never Ending Tour 1997
Never Ending Tour 1997 es el décimo año de la gira Never Ending Tour, una gira musical del músico estadounidense Bob Dylan realizada de forma casi ininterrumpida desde el 7 de junio de 1988.

## Trasfondo
El décimo año de la gira Never Ending Tour comenzó en Japón en febrero, con una etapa de once conciertos que incluyó ciudades como Tokio y Osaka. A continuación, Dylan viajó a Norteamérica para ofrecer seis conciertos en Canadá y otros diecinueve en los Estados Unidos, incluyendo una participación en el festival Memphis in May el 2 de mayo. La etapa norteamericana finalizó el 3 de mayo en Huntsville (Alabama).
La gira se vio interrumpida en mayo cuando Dylan se vio obligado a cancelar varios conciertos por un problema médico. Su discográfica, Columbia Records, anunció que había sido hospitalizado a consecuencia de una histoplasmosis. Sin embargo, la gira fue reanudada apenas tres meses después, coincidiendo con el lanzamiento de Time Out of Mind, su primer álbum de estudio con nuevo material en siete años, desde la publicación de Under the Red Sky. El álbum supuso un éxito de crítica que revitalizó la carrera musical de Dylan en la década de 1990.
A comienzos de octubre, Dylan volvió al Reino Unido para ofrecer tres conciertos en Inglaterra y uno en Gales, que supusieron sus únicos conciertos en Europa en 1997. A continuación, Dylan regresó a los Estados Unidos para ofrecer una nueva etapa, que comenzó en Starkville (Mississippi) y finalizó en San Jose (California).

## Fechas
| #            | Fecha                   | Ciudad           | País           | Escenario                                | Entradas vendidas/disponibles | Taquilla |
| ------------ | ----------------------- | ---------------- | -------------- | ---------------------------------------- | ----------------------------- | -------- |
| Asia         |                         |                  |                |                                          |                               |          |
| 1            | 9 de febrero de 1997    | Tokio            | Japón          | Tokyo International Forum                | —                             | —        |
| 2            | 10 de febrero de 1997   | Tokio            | Japón          | Tokyo International Forum                | —                             | —        |
| 3            | 11 de febrero de 1997   | Tokio            | Japón          | Tokyo International Forum                | —                             | —        |
| 4            | 13 de febrero de 1997   | Kurashiki        | Japón          | Kurashiki Shimin Hakata                  | —                             | —        |
| 5            | 14 de febrero de 1997   | Fukuoka          | Japón          | Fukuoka Sunpalace                        | —                             | —        |
| 6            | 16 de febrero de 1997   | Nagoya           | Japón          | Nagoya Congress Center                   | —                             | —        |
| 7            | 17 de febrero de 1997   | Osaka            | Japón          | Festival Hall                            | —                             | —        |
| 8            | 18 de febrero de 1997   | Osaka            | Japón          | Festival Hall                            | —                             | —        |
| 9            | 19 de febrero de 1997   | Sendai           | Japón          | Sendai Sun Plaza                         | —                             | —        |
| 10           | 22 de febrero de 1997   | Akita            | Japón          | Akita Kenmin Kaikan                      | —                             | —        |
| 11           | 24 de febrero de 1997   | Sapporo          | Japón          | Kōsei Nenkin Kaikan                      | —                             | —        |
| Norteamérica |                         |                  |                |                                          |                               |          |
| 12           | 31 de marzo de 1997     | St. John's       | Canadá         | Memorial Stadium                         | —                             | —        |
| 13           | 1 de abril de 1997      | St. John's       | Canadá         | Memorial Stadium                         | —                             | —        |
| 14           | 5 de abril de 1997      | Moncton          | Canadá         | Moncton Coliseum                         | —                             | —        |
| 15           | 6 de abril de 1997      | Halifax          | Canadá         | Halifax Metro Centre                     | —                             | —        |
| 16           | 7 de abril de 1997      | Fredericton      | Canadá         | Aitken Centre                            | —                             | —        |
| 17           | 8 de abril de 1997      | Saint John       | Canadá         | Harbour Station                          | —                             | —        |
| 18           | 9 de abril de 1997      | Bangor           | Estados Unidos | Bangor Auditorium                        | —                             | —        |
| 19           | 10 de abril de 1997     | Portland         | Estados Unidos | Sullivan Gym                             | —                             | —        |
| 20           | 11 de abril de 1997     | Durham           | Estados Unidos | Whittemore Center                        | —                             | —        |
| 21           | 12 de abril de 1997     | Waltham          | Estados Unidos | Charles A. Dana Center                   | —                             | —        |
| 22           | 13 de abril de 1997     | Wayne            | Estados Unidos | Recreation Center                        | —                             | —        |
| 23           | 15 de abril de 1997     | Northampton      | Estados Unidos | John M. Greene Hall                      | —                             | —        |
| 24           | 17 de abril de 1997     | Providence       | Estados Unidos | Meehan Auditorium                        | —                             | —        |
| 25           | 18 de abril de 1997     | Guilderland      | Estados Unidos | Recreation and Convocation Center        | —                             | —        |
| 26           | 19 de abril de 1997     | Hartford         | Estados Unidos | Hartford Civic Center                    | —                             | —        |
| 27           | 20 de abril de 1997     | West Long Branch | Estados Unidos | William T. Boylan Gymnasium              | —                             | —        |
| 28           | 22 de abril de 1997     | Indiana          | Estados Unidos | Fisher Auditorium                        | —                             | —        |
| 29           | 24 de abril de 1997     | Utica            | Estados Unidos | Stanley Performing Arts Center           | —                             | —        |
| 30           | 25 de abril de 1997     | St. Bonaventure  | Estados Unidos | Reilly Center                            | —                             | —        |
| 31           | 27 de abril de 1997     | Boalsburg        | Estados Unidos | Tussey Mountain Amphitheatre             | —                             | —        |
| 32           | 28 de abril de 1997     | Wheeling         | Estados Unidos | Capitol Music Hall                       | —                             | —        |
| 33           | 29 de abril de 1997     | Muncie           | Estados Unidos | Emens Auditorium                         | —                             | —        |
| 34           | 1 de mayo de 1997       | Evansville       | Estados Unidos | Vanderburgh Auditorium                   | —                             | —        |
| 35           | 2 de mayo de 1997       | Memphis          | Estados Unidos | Tom Lee Park                             | —                             | —        |
| 36           | 3 de mayo de 1997       | Huntsville       | Estados Unidos | Von Braun Center                         | —                             | —        |
| 37           | 3 de agosto de 1997     | Lincoln          | Estados Unidos | Loon Mountain                            | —                             | —        |
| 38           | 4 de agosto de 1997     | Lenox            | Estados Unidos | Music Shed                               | —                             | —        |
| 39           | 5 de agosto de 1997     | Montreal         | Canadá         | Du Maurier Stadium                       | —                             | —        |
| 40           | 7 de agosto de 1997     | Toronto          | Canadá         | Molson Amphitheatre                      | —                             | —        |
| 41           | 8 de agosto de 1997     | Corfu            | Estados Unidos | Darien Lake Performing Arts Centre       | —                             | —        |
| 42           | 9 de agosto de 1997     | Burgettstown     | Estados Unidos | Coca Cola Star Lake Amphitheatre         | —                             | —        |
| 43           | 10 de agosto de 1997    | Clarkston        | Estados Unidos | Pine Knob Music Theatre                  | —                             | —        |
| 44           | 12 de agosto de 1997    | Scranton         | Estados Unidos | Montage Performing Arts Center           | —                             | —        |
| 45           | 13 de agosto de 1997    | Hershey          | Estados Unidos | Star Pavilion                            | —                             | —        |
| 46           | 15 de agosto de 1997    | Holmdel          | Estados Unidos | PNC Bank Arts Center                     | —                             | —        |
| 47           | 16 de agosto de 1997    | Mansfield        | Estados Unidos | Mansfield Center for the Performing Arts | —                             | —        |
| 48           | 17 de agosto de 1997    | Wantagh          | Estados Unidos | Jones Beach Amphitheater                 | —                             | —        |
| 49           | 18 de agosto de 1997    | Wallingford      | Estados Unidos | Oakdale Theatre                          | —                             | —        |
| 50           | 20 de agosto de 1997    | Filadelfia       | Estados Unidos | Mann Center for the Performing Arts      | —                             | —        |
| 51           | 22 de agosto de 1997    | Virginia Beach   | Estados Unidos | GTE Amphitheater                         | —                             | —        |
| 52           | 23 de agosto de 1997    | Vienna           | Estados Unidos | Wolf Trap Park for the Performing Arts   | —                             | —        |
| 53           | 24 de agosto de 1997    | Vienna           | Estados Unidos | Wolf Trap Park for the Performing Arts   | —                             | —        |
| 54           | 26 de agosto de 1997    | Cuyahoga Falls   | Estados Unidos | Blossom Music Center                     | —                             | —        |
| 55           | 27 de agosto de 1997    | Noblesville      | Estados Unidos | Deer Creek Music Center                  | —                             | —        |
| 56           | 28 de agosto de 1997    | Tinley Park      | Estados Unidos | World Amphitheater                       | —                             | —        |
| 57           | 29 de agosto de 1997    | Saint Paul       | Estados Unidos | Midway Stadium                           | —                             | —        |
| 58           | 31 de agosto de 1997    | Kansas City      | Estados Unidos | Liberty Park                             | —                             | —        |
| Europa       |                         |                  |                |                                          |                               |          |
| 59           | 1 de octubre de 1997    | Bournemouth      | Reino Unido    | Bournemouth International Centre         | —                             | —        |
| 60           | 2 de octubre de 1997    | Bournemouth      | Reino Unido    | Bournemouth International Centre         | —                             | —        |
| 61           | 3 de octubre de 1997    | Cardiff          | Reino Unido    | Cardiff International Arena              | —                             | —        |
| 62           | 5 de octubre de 1997    | Londres          | Reino Unido    | Wembley Arena                            | —                             | —        |
| Norteamérica |                         |                  |                |                                          |                               |          |
| 63           | 24 de octubre de 1997   | Starkville       | Estados Unidos | Humphrey Coliseum                        | —                             | —        |
| 64           | 25 de octubre de 1997   | Jackson          | Estados Unidos | Thalía Mara Hall                         | —                             | —        |
| 65           | 26 de octubre de 1997   | Mobile           | Estados Unidos | Mobile Civic Center                      | —                             | —        |
| 66           | 28 de octubre de 1997   | Athens           | Estados Unidos | Classic Center                           | —                             | —        |
| 67           | 29 de octubre de 1997   | Athens           | Estados Unidos | Classic Center                           | —                             | —        |
| 68           | 30 de octubre de 1997   | Columbus         | Estados Unidos | Columbus Civic Center                    | —                             | —        |
| 69           | 31 de octubre de 1997   | Tuscaloosa       | Estados Unidos | Coleman Coliseum                         | —                             | —        |
| 70           | 1 de noviembre de 1997  | Asheville        | Estados Unidos | Thomas Wolfe Auditorium                  | —                             | —        |
| 71           | 2 de noviembre de 1997  | Columbia         | Estados Unidos | Township Auditorium                      | —                             | —        |
| 72           | 4 de noviembre de 1997  | Knoxville        | Estados Unidos | James White Civic Coliseum               | —                             | —        |
| 73           | 5 de noviembre de 1997  | Huntington       | Estados Unidos | Huntington Civic Center                  | —                             | —        |
| 74           | 7 de noviembre de 1997  | Columbus         | Estados Unidos | Columbus Veterans Memorial Auditorium    | —                             | —        |
| 75           | 8 de noviembre de 1997  | Dayton           | Estados Unidos | Hara Arena                               | —                             | —        |
| 76           | 9 de noviembre de 1997  | Bloomington      | Estados Unidos | Indiana University Auditorium            | —                             | —        |
| 77           | 11 de noviembre de 1997 | Lisle            | Estados Unidos | Rice Athletic Center                     | —                             | —        |
| 78           | 12 de noviembre de 1997 | Milwaukee        | Estados Unidos | Eagles Ballroom                          | —                             | —        |
| 79           | 1 de diciembre de 1997  | Atlanta          | Estados Unidos | Roxy Theatre                             | —                             | —        |
| 80           | 2 de diciembre de 1997  | Atlanta          | Estados Unidos | Roxy Theatre                             | —                             | —        |
| 81           | 4 de diciembre de 1997  | Washington D. C. | Estados Unidos | 9:30 Club                                | —                             | —        |
| 82           | 5 de diciembre de 1997  | Washington D. C. | Estados Unidos | 9:30 Club                                | —                             | —        |
| 83           | 8 de diciembre de 1997  | Nueva York       | Estados Unidos | Irving Plaza                             | —                             | —        |
| 84           | 9 de diciembre de 1997  | Boston           | Estados Unidos | Avalon Ballroom                          | —                             | —        |
| 85           | 10 de diciembre de 1997 | Filadelfia       | Estados Unidos | Trocadero Theatre                        | —                             | —        |
| 86           | 11 de diciembre de 1997 | Filadelfia       | Estados Unidos | Trocadero Theatre                        | —                             | —        |
| 87           | 13 de diciembre de 1997 | Chicago          | Estados Unidos | Metro Chicago                            | —                             | —        |
| 88           | 14 de diciembre de 1997 | Chicago          | Estados Unidos | Metro Chicago                            | —                             | —        |
| 89           | 16 de diciembre de 1997 | Los Ángeles      | Estados Unidos | El Rey Theatre                           | —                             | —        |
| 90           | 17 de diciembre de 1997 | Los Ángeles      | Estados Unidos | El Rey Theatre                           | —                             | —        |
| 91           | 18 de diciembre de 1997 | Los Ángeles      | Estados Unidos | El Rey Theatre                           | —                             | —        |
| 92           | 19 de diciembre de 1997 | Los Ángeles      | Estados Unidos | El Rey Theatre                           | —                             | —        |
| 93           | 20 de diciembre de 1997 | Los Ángeles      | Estados Unidos | El Rey Theatre                           | —                             | —        |